# Алексија од Грчке и Данске
Алексија од Грчке и Данске (10. јул 1965) је најстарија ћерка Константина II Грчког и Ана Марије од Данске, који су били владари од 1964. до 1973. године. Била је наследница грчког престола од свог рођења 1965. до рођења њеног брата престолонаследника Павла 1967. године.

## Биографија
Алексија је рођена 10. јула 1965. у Мон Репу, вили на грчком острву Крф коју је у то време користила као летња резиденција грчке краљевске породице. Била је прво дете које су родили тадашњи краљ Константин II и краљица Ана-Марија од Данске. У време њеног рођења, њен отац је био краљ Грчке, њен деда је био краљ Данске, а њен прадеда је био краљ Шведске.
Као монархово једино дете, између сопственог рођења и рођења њеног брата Павла 20. маја 1967. године, Алексија је била претпостављена наследница престола Грчке, тада постојеће монархије. Грчки устав из 1952. променио је грчки ред сукцесије престола са претходног закона, који је преовладавао у већем делу континента, и који је спречавао сукцесију жена, на примогенитуру по мушкој преференцији, који је доделио наследство престола женској чланици династије ако она нема тадашњу бившу браћу Уједињеног Краљевства, слично као наследство по закону Данске и Уједињеног Краљевства.
Алексија је одрасла у егзилу и одрасла је на релацији између Рима и Лондона. У Риму, њу и њену браћу приватно је подучавао Јон Канелопулос. Ови приватни часови су на крају постали отворени за другу грчку децу која живе у Риму и настава би се одвијала у њиховим вртним собама у летњиковцу. Породица се затим накратко преселила у Данску и остала у палати Амалијенборг, а затим у Лондону следеће године. Пре него што је завршила школовање у Лондону, похађала је школу за дечаке и девојчице у Риму, Италија. Након студија, 1985. године, похађала је факултет у Сарију а дипломирала је историју и образовање 1988. Године 1989. стекла је постдипломски сертификат о образовању и постала наставница у основној школи а радила је и са децом са сметњама у развоју. 
Дана 20. децембра 2024. Алексија је заједно са осталим члановима бивше краљевске породице стекла грчко држављанство. 

### Брак
Дана 9. јула 1999. године, Алексија се удала за Карлоса Хавијера Моралеса Кинтану, архитекту и наутичара, у катедрали Свете Софије у Лондону. У мају 1999. године, два месеца пре венчања, Алексија и Карлос су били умешани у несрећу на јахти. Алексија и Карлос су једине две особе од тринаесторо на броду које су повређене. Алексија је задобила сломљену кључну кост, а Карлос прелом колена. Планирано је да њихово венчање буде одложено, али су обоје успели да се опораве пре тога.
Пар има четворо деце: Аријету Моралес од Грчке, Ана Марију Моралес од Грчке, Карлоса Моралес од Грчке, Амелију Моралес од Грчке.